# Katzenturm (Bad Salzuflen)

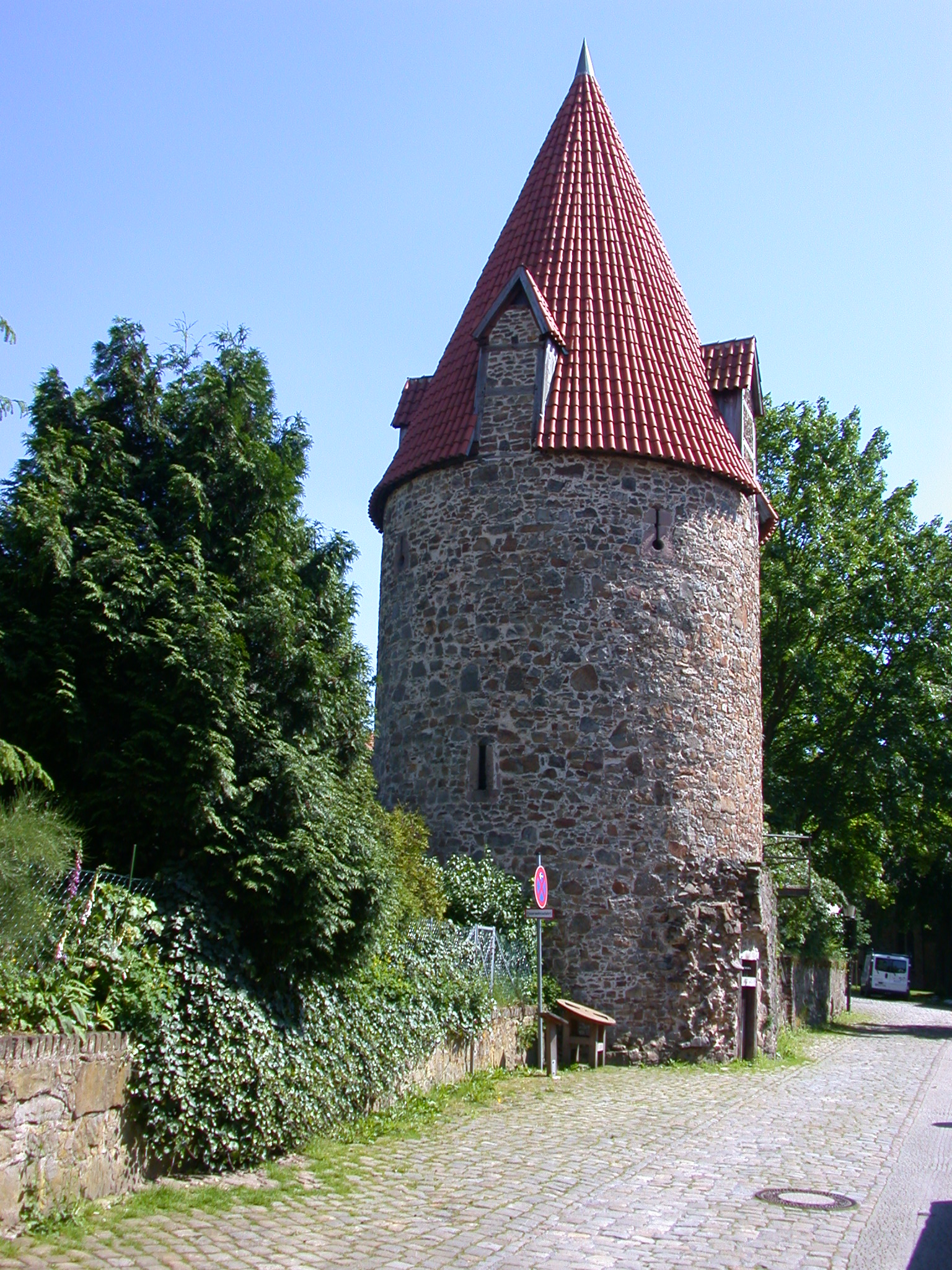
Der Katzenturm

Der sogenannte Katzenturm, auch Kattenturm, zeitweise auch Diebesturm genannt, steht an der Turmstraße im lippischen Bad Salzuflen in Nordrhein-Westfalen.

## Beschreibung
Der Katzenturm ist der letzte erhaltene von ursprünglich drei Wehrtürmen der Salzufler Stadtbefestigung und wurde in der zweiten Hälfte des 15. Jahrhunderts erbaut. Der runde Bruchsteinbau besitzt mehrere Schießscharten und ein Kegeldach.  1973 wurde der Turm umfangreich restauriert.
Der Katzenturm, am höchsten Punkt der Stadtbefestigung gelegen, war ein wichtiger Teil des mittelalterlichen Frühwarnsystems der Stadt. Vom Turm aus gab es auch eine direkte Sichtverbindung zum vor der Stadt gelegenen sogenannten Stumpfen Turm. Mit Hilfe von Licht- und Rauchsignalen konnte von hier aus die Stadt frühzeitig vor herannahenden Feinden gewarnt werden.

## Name
Der Name des Turmes ist aller Wahrscheinlichkeit nach auf das mittelhochdeutsche Wort „Katte“ zurückzuführen, was so viel bedeutet wie Schanze. Zeitweise wurde der Turm auch „Diebesturm“ genannt, weil in einer Arrestzelle, im unteren Bereich des Turmes, Gauner und Diebe ihre Strafe absitzen mussten.

## Denkmalschutz
Der Katzenturm ist ein mit der Nummer 138 in die Denkmalliste der Stadt eingetragenes Baudenkmal.
Die Eintragung erfolgte am 26. Juni 1990; Grundlage für die Aufnahme in die Denkmalliste ist das Denkmalschutzgesetz Nordrhein-Westfalens (DSchG NRW).